# ایناکاداته، آئوموری
ایناکاداته، آئوموری (به لاتین: Inakadate, Aomori) یک منطقهٔ مسکونی در ژاپن است که در Minamitsugaru District واقع شده‌است. ایناکاداته ۲۲٫۳۱ کیلومترمربع مساحت و ۸٬۰۷۸ نفر جمعیت دارد.